# The Bounty Hunter
The Bounty Hunter er en amerikansk romantisk action-komedie film fra 2010 instrueret af Andy Tennant med Jennifer Aniston og Gerard Butler i hovedrollerne.
Filmen fik kritik for ikke at være sjov nok til at blive kaldt en komedie. Ved den 31. Razzie-Uddeling blev filmen nomineret til "Værste film", ligesom Jennifer Aniston blev nomineret i kategorien "Værste kvindelige hovedrolle" og Gerard Butler blev nomineret i kategorien "værste mandlige hovedrolle".

## Plot
Dusørjægeren Milo Boyd (Gerard Butler), får til opgave at finde sin ekskone, Nicole (Jennifer Aniston), der er løsladt mod kaution, men udeblevet for retten. Milo er overbevist om, at det er lettjente penge, men da Nicole stikker af for at opklare et mord - der involverer politiet – bliver Milo mindet om, at hvad angår ham og Nicole, er der aldrig noget, der er enkelt. Faktisk har det forhenværende par så travlt med at genere hinanden, at de først i sidste sekund opfatter, at der er nogen, der forsøger at gøre dem tavse – i såvel medgang, som modgang! Så hvis de engang troede, at det var hårdt at være sammen, ser det pludselig ud til, at ’Til døden jer skiller ad’… kunne blive næste punkt på dagsordenen!

## Eksterne links
- The Bounty Hunter på Internet Movie Database (engelsk)
- The Bounty Hunter på Filmdatabasen
- The Bounty Hunter på Scope
- The Bounty Hunter i Svensk Filmdatabas (svensk)
- The Bounty Hunter på AlloCiné (fransk)
- The Bounty Hunter på AllMovie (engelsk)
- The Bounty Hunter hos American Film Institute (engelsk)
- The Bounty Hunters profil hos Encyclopædia Britannica Online (engelsk)
- The Bounty Hunter på Turner Classic Movies (engelsk)
- The Bounty Hunter på The Movie Database (engelsk)